# Yonggan shuo chu wo ai ni
Yonggan shuo chu wo ai ni (勇敢說出我愛你S, Yǒnggǎn shuō chū wǒ ài nǐP; conosciuta anche come Bravely Say I Love You o Say I Love You) è una serie televisiva taiwanese trasmessa su CTV dal 15 giugno al 28 settembre 2014, e in replica dal sabato successivo su CTiTV.

## Trama
Shi Peiran è un padre single che, dopo il divorzio, non crede più nell'amore, ma vive comunque una vita felice insieme alla figlia. Un giorno Peiran incontra Chen Yijun, una ragazza di campagna appena trasferitasi in città che si vede improvvisamente licenziata e lasciata dal fidanzato. Yijun inizia a lavorare alla pizzeria e, nonostante all'inizio lei e Peiran non si sopportino, alla fine s'innamorano.

## Personaggi
- Shi Peiran, interpretato da Mike He.
Il proprietario di una pizzeria, è un padre single.
- Chen Yijun, interpretata da Alice Ke.
Una ex impiegata di un'agenzia di viaggi, a causa della disoccupazione diventa una franchisee della pizzeria.
- Shi Liangyu, interpretata da Ella Wilkins.
La figlia di Peiran, è soprannominata "Guo Guo".
- Chen Yuexia, interpretata da Lin Meixiu.
La madre di Yijun, è divorziata.
- Qiang Ge, interpretato da Huang Zhongkun.
- Guo Qiaofei, interpretata da Zhang Jinglan.
È l'insegnante di Liang Yu.
- Wang Xiaowei, interpretata da Angel Hong.
È la compagna di stanza di Yijun, che per lei è come una sorella.
- Wang Wei Ren, interpretato da Jet Chao.
È l'ex ragazzo di Yijun.
- Jin Jinyong, interpretato da Pang Yongzhi.
È il fidanzato di Xiaowei.
- Ni Yuchen, interpretato da Lin Chenxiang.
È il cognato di Peiran.
- Ni Yuheng, interpretata da Gina Lin.
È l'ex moglie di Pei Ran e madre di Liangyu.
- Wang Baihan, interpretato da Xie Fei.
È un compagno di classe di Liangyu.

## Colonna sonora
La sigla d'apertura è Just Say It delle Popu Lady, mentre la sigla di chiusura è Lost di Selina Ren.
1. Just Say It – Popu Lady
2. Lost (迷路) – Selina Ren
3. Forever Forever (永遠永遠) – James Morris-Cotterill
4. Similar Happy (類似快樂) – Where Chou
5. Fine (好好) – Popu Lady
6. Honey (蜜糖) – Popu Lady
7. Splashing Song (潑水歌) – Mike He e Ella Wilkins
8. Just Say It (strumentale)
9. Lost (迷路 演奏曲) (strumentale)
10. Fine (好好 演奏曲) (strumentale)

## Ascolti
| Episodio | Data di trasmissione | Ascolti |
| -------- | -------------------- | ------- |
| 1        | 15 giugno 2014       | 0,74    |
| 2        | 22 giugno 2014       | 0,59    |
| 3        | 29 giugno 2014       | 0,64    |
| 4        | 6 luglio 2014        | 0,53    |
| 5        | 13 luglio 2014       | 0,59    |
| 6        | 20 luglio 2014       | 0,68    |
| 7        | 27 luglio 2014       | 0,70    |
| 8        | 3 agosto 2014        | 0,64    |
| 9        | 10 agosto 2014       | 0,66    |
| 10       | 17 agosto 2014       | 0,62    |
| 11       | 24 agosto 2014       | 0,63    |
| 12       | 31 agosto 2014       | 0,65    |
| 13       | 7 settembre 2014     | 0,37    |
| 14       | 14 settembre 2014    | 0,52    |
| 15       | 21 settembre 2014    | 0,59    |
| 16       | 28 settembre 2014    | 0,57    |
| Media    | Media                | 0,61    |